# TEN Music Group
TEN Music Group est un label musical suédois. TEN Music Group a été fondé en 2003 par Ola Håkansson et a ses bureaux à Stockholm et Los Angeles. TEN Music Group est divisé en quatre sociétés: "Record Company TEN", qui est le label musical; "Artist Company TEN", qui gère les droits des artistes; "Publishing Company TEN", un éditeur de musique et "Production Company TEN", qui est la société de production avec ses propres studios à Stockholm.

## Artistes
- Benjamin Ingrosso
- Erik Hassle
- Felix Sandman
- Icona Pop
- mimi bay
- Niki & The Dove
- Noak Hellsing
- Omar Rudberg
- Oscar Enestad
- Strandels
- Zara Larsson[2]